# Jeffrey McLaughlin
Jeffrey McLaughlin   (Summit, 31 d'octubre de 1965) és un remer estatunidenc, ja retirat, que va competir durant les dècades de 1980 i 1990.
El 1988 va prendre part en els Jocs Olímpics d'Estiu de Seül, on guanyà la medalla de bronze en la prova del vuit amb timoner del programa de rem. Quatre anys més tard, als Jocs de Barcelona, guanyà la medalla de plata en la prova del quatre sense timoner.
En el seu palmarès també destaquen dues medalles al Campionat del món de rem, una d'or i una de plata, entre les edicions de 1987 i 1991.
Estudià a la Northeastern University, on es graduà en enginyeria el 1989.